# 本揖斐站
本揖斐站（日语：／ Hon Ibi eki */?）是位於岐阜縣揖斐郡揖斐川町三輪，名古屋鐵道揖斐線的鐵道車站（廢站）。

## 歷史
揖斐線的前身是岐北輕便鐵道，原本只建設忠節站至美濃北方站之間。當被美濃電氣軌道收購合併後，路線從美濃北方站繼續延伸至黑野站。在1928年（昭和3年），黑野站至此站之間開通。車站位於揖斐郡市中心的揖斐町本通東端。由於養老鐵道（第一代）的揖斐站先行在1919年（大正8年）啟用。因此此站冠上了「本」字，以指車站位於中心部分。
揖斐線在戰後與岐阜市內線連接。此站開始設有來自岐阜市內線岐阜站前站的直通列車駛入此站。後來隨著機動化（汽車社會）的發展，使路線的客量開始下降，除了早上和黃昏設有直通列車外，其餘班次於黑野站折返。在末期，黑野站至此站之間的日間班次為每小時1班。
在名鐵本地線廢除方針下，揖斐線黑野站至此站之間與谷汲線都是在同日2001年（平成13年）10月1日廢除，此站也成為廢站。
- 1928年（昭和3年）12月20日 - 美濃電氣軌道（日语：美濃電気軌道）北方線黑野站至此站之間開業，此站啟用[4][5][6]。
- 1930年（昭和5年）8月20日 - 美濃電氣軌道與名古屋鐵道（第一代。同年中改名為名岐鐵道，在1935年起再改名為名古屋鐵道）合併。成為名古屋鐵道揖斐線的車站[5]。
- 1997年（平成9年）6月1日- 成為無人車站。
- 2001年（平成13年）10月1日 - 隨著黑野站至本揖斐站之間被廢除，此站也被廢除[6]。
- 2005年（平成17年） - 站房被拆毀[注 1]。

車站遺址（2017年5月）
路線遺址東邊（2017年5月）
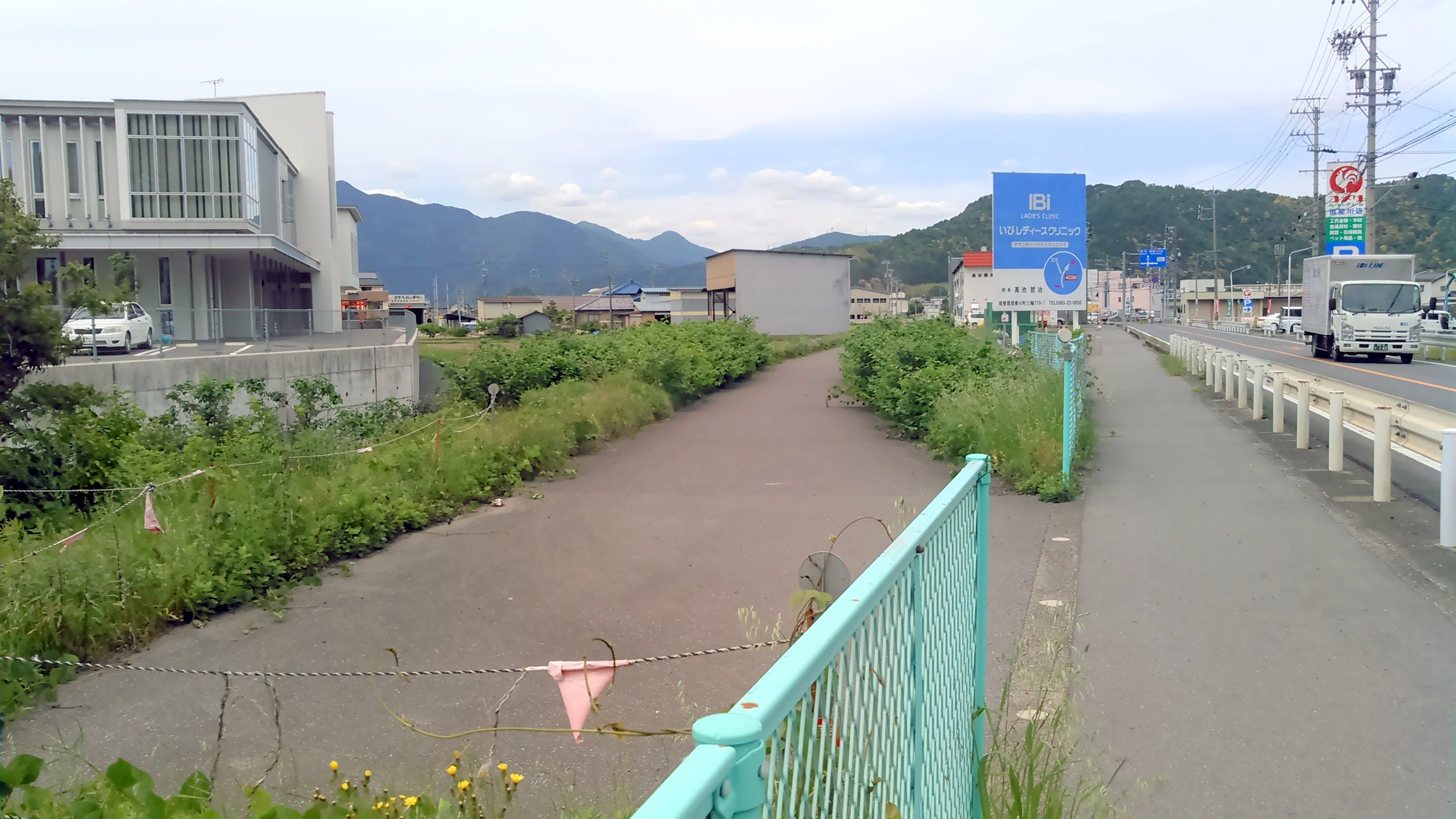
路軌遺址鋪設了柏油路，旁邊為國道303號 （2017年5月）

## 車站構造

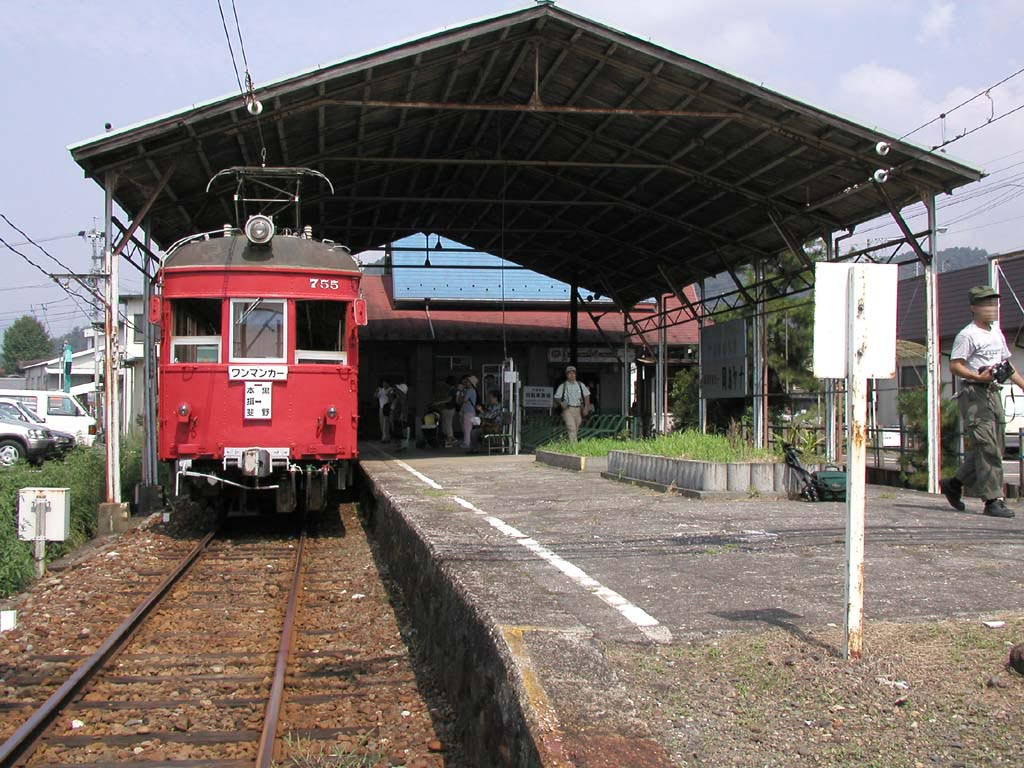
名古屋鐵道DeSeHo700形電動列車停靠在月台（2001年8月）

截至車站廢除前，此站是地面車站，設有1面2線的島式月台。在末期，只使用南邊1號月台。北邊2號月台設有單車停泊處。雖然月台只可容納1卡車輛，但是月台上設有巨大上蓋跨越2線。
站房是一座木造大型建築物，在廢線被拆毀並變為空地。站房西邊設有混凝士製圓頂形的公廁。

### 配線圖
|                 | 本揖斐站 站內配線略圖 | → 忠節方向 |
| 图例 参考文献： |                       |            |

## 使用狀況
- 在中提及在1992年度，當時1日平均上下車人次為786人，為除岐阜市內線均一車費區間內各站（岐阜市內線、田神線、美濃町線徹明町站至琴塚站之間）外名鐵所有車站（342站）中排名第244，揖斐線、谷汲線之間（24站）排名第6[1]。

## 替代交通
- 揖斐川町社區巴士（日语：揖斐川町コミュニティバス）：本揖斐巴士站[9] - 在車站遺址東邊50米處設有乘車處與巴士回轉處。

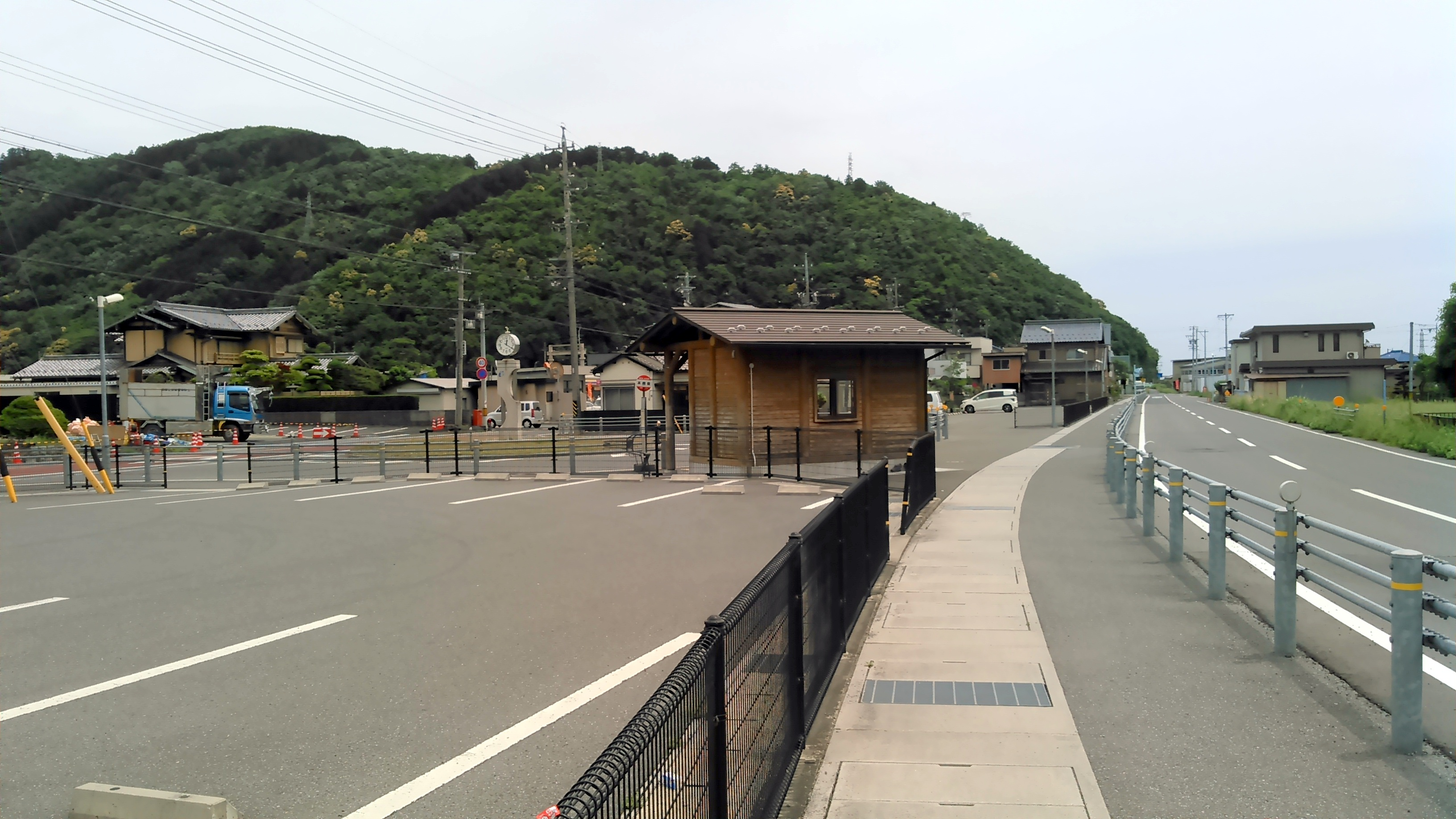
本揖斐巴士站 （2017年5月）
巴士站與巴士回轉處 （2017年5月）

## 相鄰車站
名古屋鐵道
揖斐線
清水－本揖斐
- 在1969年（昭和44年）前，此站與本揖斐站之間曾設有八丈岩站。

## 注腳